# 綾音美蘭
綾音 美蘭（あやね みらん、1月21日 - ）は、宝塚歌劇団星組に所属する娘役。
大阪府交野市、大阪聖母女学院高校出身。身長161cm。愛称は「まりなん」、「みらん」。

## 来歴
2016年4月、宝塚音楽学校入学。
2018年4月、宝塚歌劇団に104期生として入団。入団時の成績は15番。星組宝塚大劇場公演『ANOTHER WORLD／Killer Rouge』で初舞台。
2024年の「記憶にございません!」で新人公演初ヒロイン。

## 主な舞台

### 初舞台公演
- 2018年4 - 6月、 『ANOTHER WORLD』『Killer Rouge』（宝塚大劇場）

### 星組時代
- 2018年6 - 7月、『ANOTHER WORLD』『Killer Rouge』（東京宝塚劇場）
- 2019年1 - 3月、『霧深きエルベのほとり』『ESTRELLAS～星たち～』
- 2019年5月、『鎌足 -夢のまほろば、大和し美し-』（梅田芸術劇場）
- 2019年7 - 10月、『GOD OF STARS-食聖-』『Éclair Brillant（エクレール ブリアン)』
- 2019年11 - 12月、『龍の宮（たつのみや）物語』（バウホール）
- 2020年2 - 3月、『眩耀（げんよう）の谷〜舞い降りた新星〜』 - 新人公演：神の使い（本役：水乃ゆり）『Ray-星の光線-』（宝塚大劇場）
- 2020年7 - 9月、『眩耀（げんよう）の谷〜舞い降りた新星〜』『Ray-星の光線-』（東京宝塚劇場）[注釈 1]
- 2020年11月、『エル・アルコン-鷹-』『Ray-星の光線-』（梅田芸術劇場）
- 2021年2 - 5月、『ロミオとジュリエット』[注釈 2]
- 2021年7月、『VERDAD（ヴェルダッド）!!』（舞浜アンフィシアター）
- 2021年9 - 12月、『柳生忍法帖』 - 風丸、新人公演：お圭（本役：音波みのり）『モアー・ダンディズム!』
- 2022年2月、『王家に捧ぐ歌』（御園座） - タラータ
- 2022年4 - 5月、『めぐり会いは再び next generation-真夜中の依頼人（ミッドナイト・ガールフレンド）-』 - プリンセス・オルキス『Gran Cantante（グラン カンタンテ）!!』（宝塚大劇場）
- 2022年6 - 7月、『めぐり会いは再び next generation-真夜中の依頼人（ミッドナイト・ガールフレンド）-』 - プリンセス・オルキス、新人公演：アニス・メレル（本役：水乃ゆり）『Gran Cantante（グラン カンタンテ）!!』（東京宝塚劇場）
- 2022年9月、『モンテ・クリスト伯』 - ヴァランティーヌ（代役）『Gran Cantante（グラン カンタンテ）!!』（全国ツアー）
- 2022年11 - 2023年2月、『ディミトリ〜曙光に散る、紫の花〜』 - 新人公演：スィクヴァルリ（本役：瑠璃花夏）『JAGUAR BEAT-ジャガービート-』
- 2023年3 - 4月、『バレンシアの熱い花』 - ローラ『パッション・ダムール・アゲイン！』（全国ツアー）
- 2023年6 - 7月、『1789-バスティーユの恋人たち-』（宝塚大劇場）
- 2023年7 - 8月、『1789-バスティーユの恋人たち-』（東京宝塚劇場） - 新人公演：シャルロット（本役：瑠璃花夏）
- 2023年10 - 11月、『ME AND MY GIRL』（博多座） - メイ・マイルズ
- 2024年1 - 2月、『RRR×TAKA"R"AZUKA〜√Bheem〜（アールアールアール バイ タカラヅカ〜ルートビーム〜）』『VIOLETOPIA（ヴィオレトピア）』（宝塚大劇場）
- 2024年2 - 4月、『RRR×TAKA"R"AZUKA〜√Bheem〜（アールアールアール バイ タカラヅカ〜ルートビーム〜）』 - 新人公演：シータ（本役：詩ちづる）『VIOLETOPIA（ヴィオレトピア）』（東京宝塚劇場）
- 2024年6月、『夜明けの光芒』（ドラマシティ・東京建物 Brillia HALL） - ビディ
- 2024年8 - 12月、『記憶にございません!』 - 田原坂46、新人公演：黒田聡子（本役：舞空瞳）『Tiara Azul-Destino-（ティアラ・アスール ディスティーノ）』 新人公演初ヒロイン[2]
- 2025年1月、『ANTHEM-アンセム-』（日本武道館）
- 2025年4 - 8月、『阿修羅城の瞳』 - 呼鉄『エスペラント！』
- 2025年9 - 10月、『ダンサ セレナータ』 - アンジェリータ『Tiara Azul －Destino－ II』（全国ツアー）
- 2026年1 - 4月、『恋する天動説』『DYNAMIC NOVA』

## 出演イベント
- 2023年10月、第56回『宝塚舞踊会』